# Bactrocera lata
Bactrocera lata är en tvåvingeart som först beskrevs av Perkins 1938.  Bactrocera lata ingår i släktet Bactrocera och familjen borrflugor. Inga underarter finns listade.